# Mala Subotica
Mala Subotica (Kajkavisch Murska Sobotica; Hongaars: Kisszabadka) is een gemeente in de Kroatische provincie Međimurje.
Mala Subotica telt 5676 inwoners. De oppervlakte bedraagt 34,36 km², de bevolkingsdichtheid is 165,2 inwoners per km².

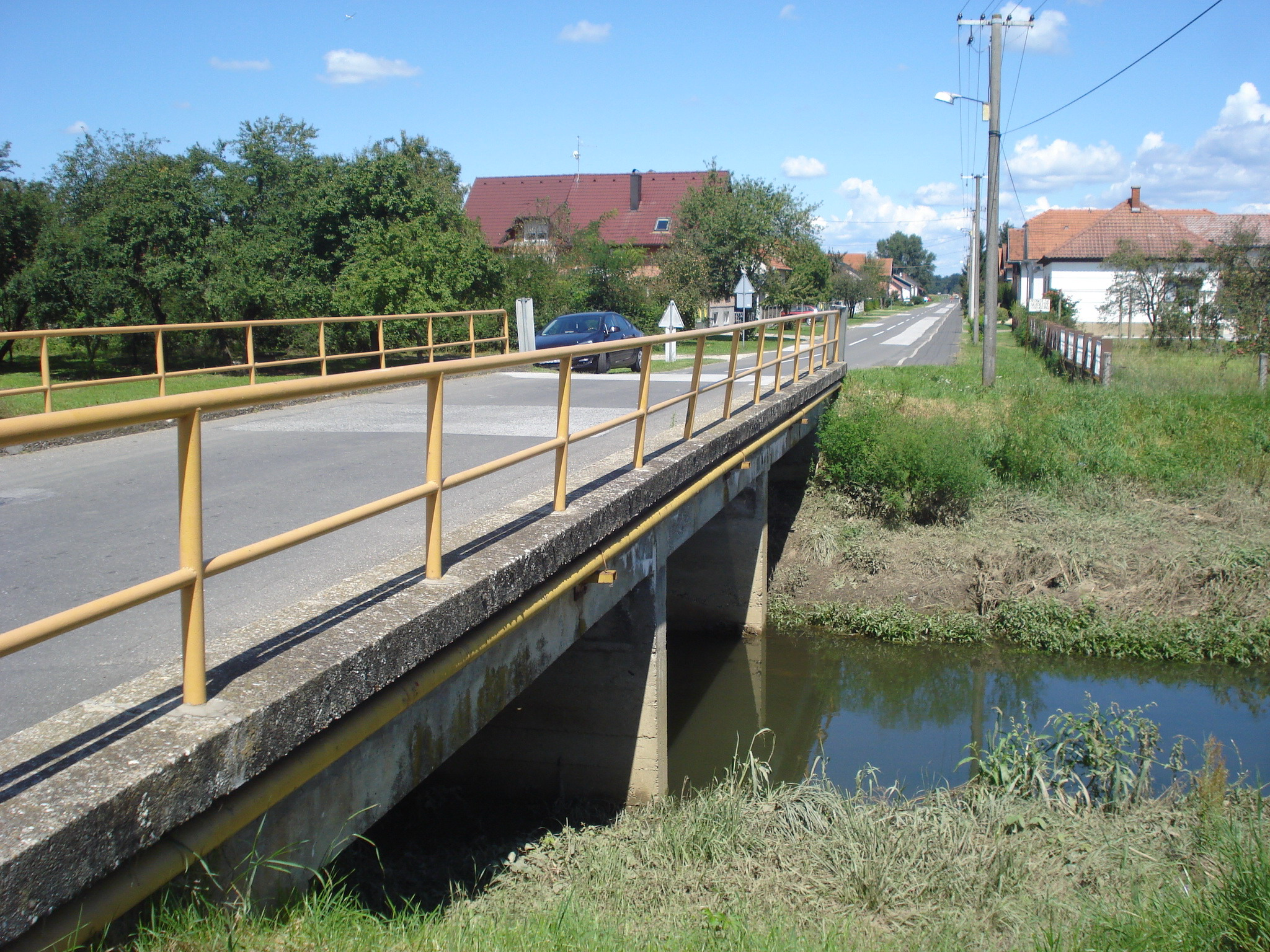
Mala Subotica
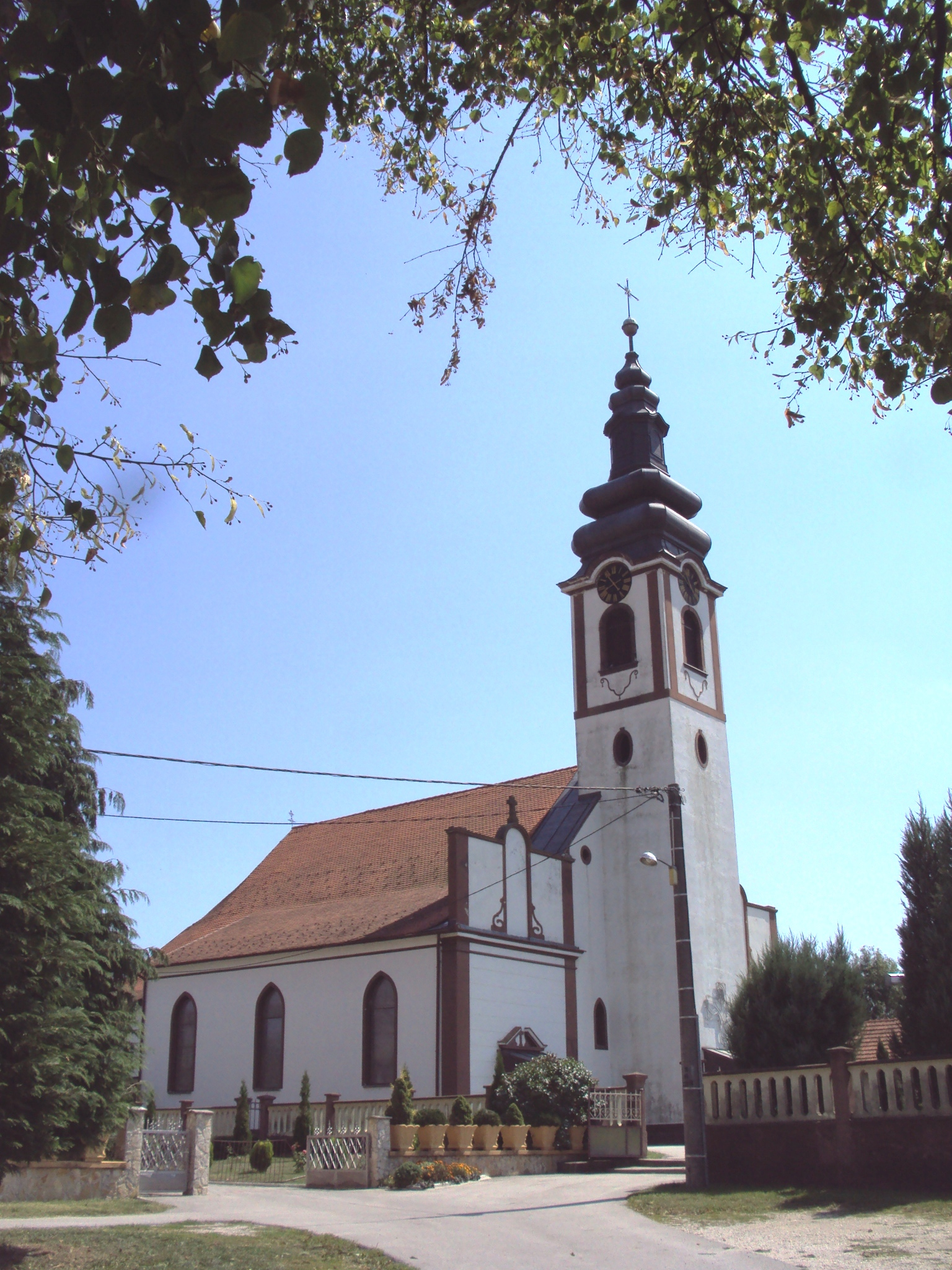
Kerk in Mala Subotica
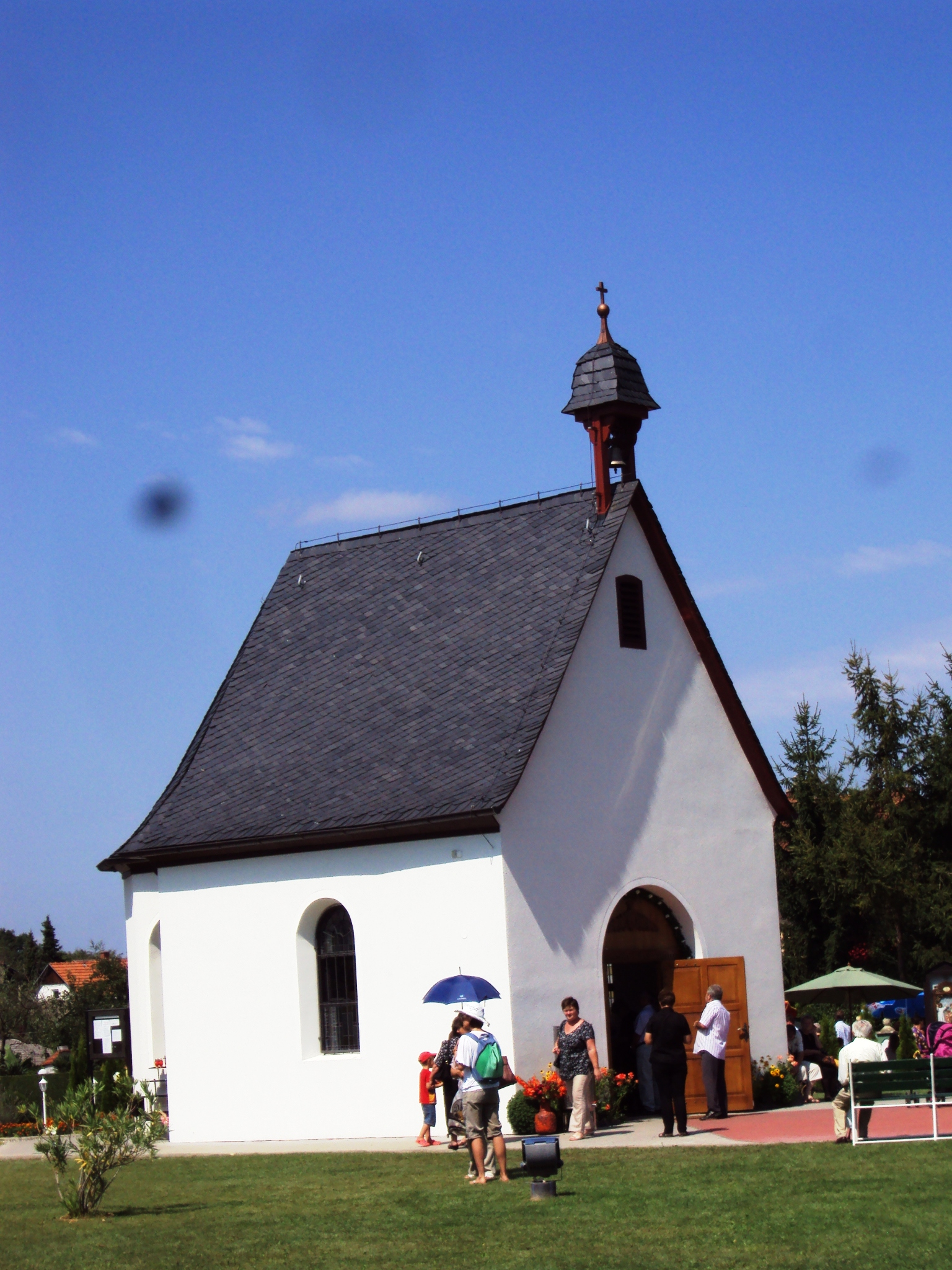
Kerk in Mala Subotica

Steden (gradovi): Čakovec · Mursko Središće · Prelog

Gemeenten (općine): Belica · Dekanovec · Domašinec · Donja Dubrava · Donji Kraljevec · Donji Vidovec · Goričan · Gornji Mihaljevec · Kotoriba · Mala Subotica · Nedelišće · Orehovica · Podturen · Pribislavec · Selnica · Strahoninec · Sveta Marija · Sveti Juraj na Bregu · Sveti Martin na Muri · Šenkovec · Štrigova · Vratišinec